# Ne'mat Abad
 Ne'mat Abad est un quartier du sud-ouest de la capitale iranienne, Téhéran.